# 英國陸軍第三十軍
第三十軍（英語：XXX Corps）是英國陸軍的軍級部隊，成立於1941年9月，投入北非戰役。